# Антарктанды
Антарктанды, или Антарктические Анды, — горная система, расположенная на Антарктическом полуострове. Представляют собой зону мезозойско-кайнозойской складчатости, связанную единством происхождения с южной частью Анд. От последних Антарктанды отделяет море Скоша, возникшее в начале олигоцена.
Название Антарктанды для горной цепи Земли Грейама введено Хенриком Арцтовским в 1895 году. В XX веке среди геологов существовало мнение, что к Антарктандам следует относить и другие области складчатости в Западной Антарктиде и за её пределами, в том числе: Патагонские Анды, островную дугу моря Скоша, горы Элсуэрт и складчатость Земли Мэри Бэрд. Некоторые учёные допускали прямую связь геологических структур Западной Антарктиды не только с Южной Америкой, но и с Новой Зеландией. Однако уже в середине XX века эти взгляды подвергались серьёзной критике. В настоящее время Антарктанды рассматриваются в качестве отдельного по происхождению террейна в составе фанерозойского складчатого пояса Западной Антарктиды.